# Eurídice I de Macedònia
Eurídice I de Macedònia va ser una princesa il·líria, reina de Macedònia pel seu matrimoni amb Amintes II de Macedònia.
Segons Justí va organitzar una conspiració junt amb el seu amant, contra la vida del seu marit, però el complot va ser descobert. Amintes la va perdonar. A la mort d'aquest el 370 aC o 369 aC el va succeir el seu fill gran Alexandre II de Macedònia, que aviat va morir assassinat (368 aC) per Ptolemeu I Alorita que probablement va tenir el suport d'Eurídice, ja que Ptolemeu era segurament l'amant de la reina.
Contra el nou rei es va aixecar Pausànies, al que es van unir molts notables macedonis. Eurídice va haver de demanar ajut a Atenes que va enviar al general Ifícrates el qual va expulsar a Pausànies i va imposar a Eurídice i Ptolemeu al capdavant, però amb Ptolemeu no com a rei sinó com a regent del fill d'Eurídice i Amintes, Perdicas III de Macedònia.
Encara que Justí diu que Eurídice i Ptolemeu van matar després a Perdicas els fets certs van passar al revés i va ser Perdicas el que va matar a Ptolemeu després del 365 aC (probablement el 364 aC) i el va succeir al front del país. La sort final de la reina és desconeguda.